# Litsea sessiliflora
Litsea sessiliflora är en lagerväxtart som beskrevs av Joseph Dalton Hooker. Litsea sessiliflora ingår i släktet Litsea och familjen lagerväxter. Utöver nominatformen finns också underarten L. s. othmanii.